# 崔斯·湯普森
崔斯·尼可拉斯·湯普森（英語：Trayce Nikolas Thompson，1991年3月15日—），為美國職棒大聯盟的外野手，目前效力於波士頓紅襪。哥哥是達拉斯獨行俠隊的明星克雷·湯普森。

## 棒球生涯

### 芝加哥白襪
2009年選秀，白襪在第2輪第61順位選走湯普森。
2013年11月20日，湯普森被選進40人名單。2015年8月3日，湯普森升上大聯盟，並於隔日完成初登板。8月11日，湯普森擊出生涯首轟。

### 洛杉磯道奇
2015年12月16日，白襪將湯普森、Micah Johnson和法蘭基·蒙塔斯交易至道奇隊，完成白襪道奇紅人三方交易。2016年，他在道奇出賽80場，打擊率2成25，13轟及32分打點。7月16日，他因為背部疼痛而進入傷兵名單，並缺席剩餘的賽季。
2017年，道奇將他下放3A。他僅在大聯盟出賽27場，打擊率僅1成22，OPS僅.483。
2018年3月27日，道奇將湯普森給指定讓渡。

### 奧克蘭運動家
2018年4月3日，外野傷兵滿營的洋基隊簽下湯普森，不過2天後就將他釋出。再過2天被運動家隊簽下來。4月17日，他被運動家隊指定轉讓。

### 重回白襪
2018年4月19日，湯普森又重回白襪隊。6月22日被白襪隊指定轉讓。11月2日成為自由球員。

### 克里夫蘭印地安人
2018年12月1日，他與印地安人隊簽下小聯盟合約。2019年8月2日，他遭到球隊釋出。

### 亞利桑那響尾蛇
2020年2月2日，湯普森和響尾蛇隊簽下小聯盟合約。不過該年小聯盟因為COVID-19疫情肆虐導致賽季全面取消。他在2020年11月2日和響尾蛇續簽小聯盟合約，隔年他在3A，總計18個打數敲出5支安打。

### 芝加哥小熊
2021年5月11日，湯普森被交易到小熊。他在小熊3A繳出2成33的打擊率，並敲出21轟與63分打點。9月14日，小熊將湯普森拉上大聯盟。11月3日，湯普森被球隊移出40人名單外，並在兩天後成為自由球員。

### 聖地牙哥教士
2022年3月13日，湯普森和教士簽下小聯盟合約。

### 底特律老虎
2022年5月10日，湯普森遭到教士隊DFA，並於5月14日選擇成為自由球員，5月19日與底特律老虎簽下小聯盟約。

### 重回洛杉磯道奇
2022年6月20日，洛杉磯道奇以支付現金的方式向老虎隊交易來湯普森。

## 個人生活
湯普森的父親是前NBA名將麥卡爾·湯普森，他曾效力於湖人隊。他有兩個哥哥：一位是在發展聯盟效力的邁切爾·湯普森，另一位哥哥是目前效力於NBA達拉斯獨行俠的克雷·湯普森。

## 外部連結
- 球員資訊和成績在MLB ，ESPN ，Retrosheet ，Baseball Reference ，Baseball Reference (Minors) ，Fangraphs ，The Baseball Cube （英文）
- Trayce Thompson的X（前Twitter）